# Derek Boogaard
Derek Boogaard (23. juni 1982 – 13. maj 2011) var en canadisk ishockeyspiller som spillede for Minnesota Wild og New York Rangers i National Hockey League (NHL). Boogaard var først og fremmest kendt som en fighter og blev også kaldt Boogeyman og The Mountie. En undersøgelse fra 2007 af NHL-spillere viste at Boogaard var den næst mest skræmmende spiller i NHL, efter den nu pensionerede Georges Laraque som spillede for Pittsburgh Penguins.
Boogaard spillede Major Junior Hockey i Western Hockey League (WHL) for Regina Pats, Prince George Cougars og Medicine Hat Tigers. Etter at have fået ni point og være at blevet udvist i 245 minutter med Cougars i 2000-01, blev han udelukket i den syvende runde – som nummer 202 i alt – af Minnesota Wild i NHL Entry Draft i 2001. Boogaard debuterede imidlertid ikke for Wild i NHL før i sæsonen 2005-2006.
Den 13. maj 2011 blev Boogaard fundet død i sin lejlighed i Minneapolis af hans familie. Han blev 28 år gammel. Han blev posthumt diagnosticeret med CTE.